# Semiothisa eleonora
Semiothisa eleonora là một loài bướm đêm trong họ Geometridae.